# أحمد الدويري
أحمد حكمت الدويري (المعروف باسم Ahmet Düverioğlu "أحمت دوفيرياوغلو" في تُركيا) (من مواليد 4 مارس 1993) هو لاعب كرة سلة أردني تركي مولود في تركيا يلعب مع نادي فناربخشه في دوري كرة السلة التركي الممتاز . يستخدم جواز سفره التركي في مسابقة الدوري الأوروبي لكرة السلة. يبلغ طوله 2.13 متر (7 قدم 0 بوصة) ، يلعب في وضع الوسط .

## مسيرته الاحترافية

### السنوات المبكرة
بدأ الدويري لعب كرة السلة الاحترافية لصالح نادي زين في الدوري الأردني الممتاز لكرة السلة في عام 2009م. وفي عام 2010 م، انتقل إلى نادي الرياضي الأردني. ثم انتقل إلى جامعة ولاية أريزونا حيث فاز بلقب الدوري الأردني. بعد عامين مع فريق جامعة العلوم التطبيقية لكرة السلة، وفي عام 2014 ، انتقل إلى صربيا ، ووقع مع نادي ميغا لكرة السلة.

### أنادولو أفس
بعد إنهاء عقده مع ميغا، حيث لم يلعب أي مباراة، انتقل الدويري إلى تركيا (حيث وُلد، وحصل على الجنسية بالفعل) ، ووقع مع بينتفريال من دوري الدرجة الثانية التركي، الذي كان ناديا تكوينيا لفريق أنادولو إيفس . بعد انتهاء موسم 2013-14 ، انتقل إلى أنادلو أفس، حيث فاز بكأس الرئاسة التركية  عام 2015 م. لعب في الدوري الأوروبي لكرة السلة مع نفس الفريق في موسم 2015-16 . أفضل أداء له مع أنادولو أفس كان ضد ساسكي باسكونيا، في اللعبة حيث كان لديه 8 نقاط و 3 كرات مرتدة وحجز  واحد عن السلة في 9 دقائق و 40 ثانية من وقت اللعب.

### فنربخشه
في 28 يوليو 2016 ، وقع الدويري عقدًا لمدة ثلاث سنوات مع نادي فنربخشه لكرة السلة التركي. بدأ مسيرته في فناربخشه بالفوز بكأس الرئاسة التركية لعام 2016 . بتوجيه من زيلكو أوبرادوفيتش ، زاد وقت لعبه وأدائه بشكل ملحوظ مع فناربخشه. في بداية موسم 2016-17 ، الذي كان الأكثر نجاحًا في تاريخ النادي، فاز الدويري بكأس رئاسية تركية لعام 2017 . في نهاية الموسم، فاز بالدوري التركي الممتاز 2016-2017 والدوري الأوروبي 2016-17 ، حيث أكمل  ثلاثية أوروبية. أفضل أداء له مع فناربخشه في الدوري الأوروبي كان ضد نادي باناثينايكوس لكرة السلة ، في اللعبة حيث كان لديه 13 نقطة و 4 كرات مرتدة ومساعدة واحدة  وحجز واحد على السلة  في 15 دقيقة و 30 ثانية من وقت اللعب.

في الدوري الأوروبي 2017–18 ، وصل فينيربخشة إلى نهائي الدوري الأوروبي الرابع 2018 ، للمرة الرابعة على التوالي في النهائي. في النهاية، خسر أمام ريال مدريد 80-85 في المباراة النهائية. 

## دوليا
أحمد الدويري  لاعب كرة سلة أردني منتظم في صفوف المنتخب الأردني لكرة السلة. لعب مع المنتخب الأردني في دورة الألعاب الآسيوية لعام 2014 ، حيث بلغ متوسطه 11.5 نقطة و 9.5 كرة مرتدة لكل لعبة. كما لعب في كأس آسيا لكرة السلة 2014 ، حيث بلغ في المتوسط 12.7 نقطة و 10.0 متابعة لكل لعبة.

## حياة خاصة
والده أردني وأمه تركية . ولد في اسطنبول،. لديه الجنسيتين الأردنية  والتركية منذ ولادته هناك.

## روابط خارجية
- أحمد الدويري على موقع أرشيف الشارخ.
- أحمد الدويري على موقع الاتحاد الدولي لكرة السلة (الإنجليزية)
- أحمد الدويري على موقع الدوري الأوروبي لكرة السلة (الإنجليزية)
- أحمد الدويري على موقع كرة السلة الأوروبية.كوم (الإنجليزية)
- أحمد الدويري على موقع ريلجم (الإنجليزية)
- أحمد الدويري على موقع بروبوليرز (الإنجليزية)
- أحمد الدويري على موقع سبورتس رفرنس (الإنجليزية)
- أحمد الدويري على موقع GSA (الإنجليزية)
- أحمد الدويري في fiba.com (أرشيف)
- أحمد الدويري في euroleague.net
- أحمد الدويري في eurobasket.com
- أحمد الدويري في موقع آسيا - سلة
- أحم الدويري في tblstat.net